# Списак виших јавних тужилаштава Републике Србије
Виших јавних тужилаштава у Србији има 25:
- Више јавно тужилаштво у Београду, за подручје Вишег суда у Београду
- Више јавно тужилаштво у Ваљеву, за подручје Вишег суда у Ваљеву
- Више јавно тужилаштво у Врању, за подручје Вишег суда у Врању
- Више јавно тужилаштво у Зајечару, за подручје Вишег суда у Зајечару
- Више јавно тужилаштво у Зрењанину, за подручје Вишег суда у Зрењанину
- Више јавно тужилаштво у Јагодини, за подручје Вишег суда у Јагодини
- Више јавно тужилаштво у Крагујевцу, за подручје Вишег суда у Крагујевцу
- Више јавно тужилаштво у Краљеву, за подручје Вишег суда у Краљеву
- Више јавно тужилаштво у Крушевцу, за подручје Вишег суда у Крушевцу
- Више јавно тужилаштво у Лесковцу, за подручје Вишег суда у Лесковцу
- Више јавно тужилаштво у Неготину, за подручје Вишег суда у Неготину
- Више јавно тужилаштво у Нишу, за подручје Вишег суда у Нишу
- Више јавно тужилаштво у Новом Пазару, за подручје Вишег суда у Новом Пазару
- Више јавно тужилаштво у Новом Саду, за подручје Вишег суда у Новом Саду
- Више јавно тужилаштво у Панчеву, за подручје Вишег суда у Панчеву
- Више јавно тужилаштво у Пироту, за подручје Вишег суда у Пироту
- Више јавно тужилаштво у Пожаревцу, за подручје Вишег суда у Пожаревцу
- Више јавно тужилаштво у Прокупљу, за подручје Вишег суда у Прокупљу
- Више јавно тужилаштво у Смедереву, за подручје Вишег суда у Смедереву
- Више јавно тужилаштво у Сомбору, за подручје Вишег суда у Сомбору
- Више јавно тужилаштво у Сремској Митровици, за подручје Вишег суда у Сремској Митровици
- Више јавно тужилаштво у Суботици, за подручје Вишег суда у Суботици
- Више јавно тужилаштво у Ужицу, за подручје Вишег суда у Ужицу
- Више јавно тужилаштво у Чачку, за подручје Вишег суда у Чачку
- Више јавно тужилаштво у Шапцу, за подручје Вишег суда у Шапцу